# Metal Hero

Les séries Metal Hero (メタルヒーローシリーズ, Metaru hīrō shirīzu, Metal Hero Series) sont une franchise constituée d'un ensemble de séries télévisées japonaises du genre tokusatsu produites par la Toei Company et diffusées sur TV Asahi du début des années 1980 à la fin des années 1990.

## Origine du nom

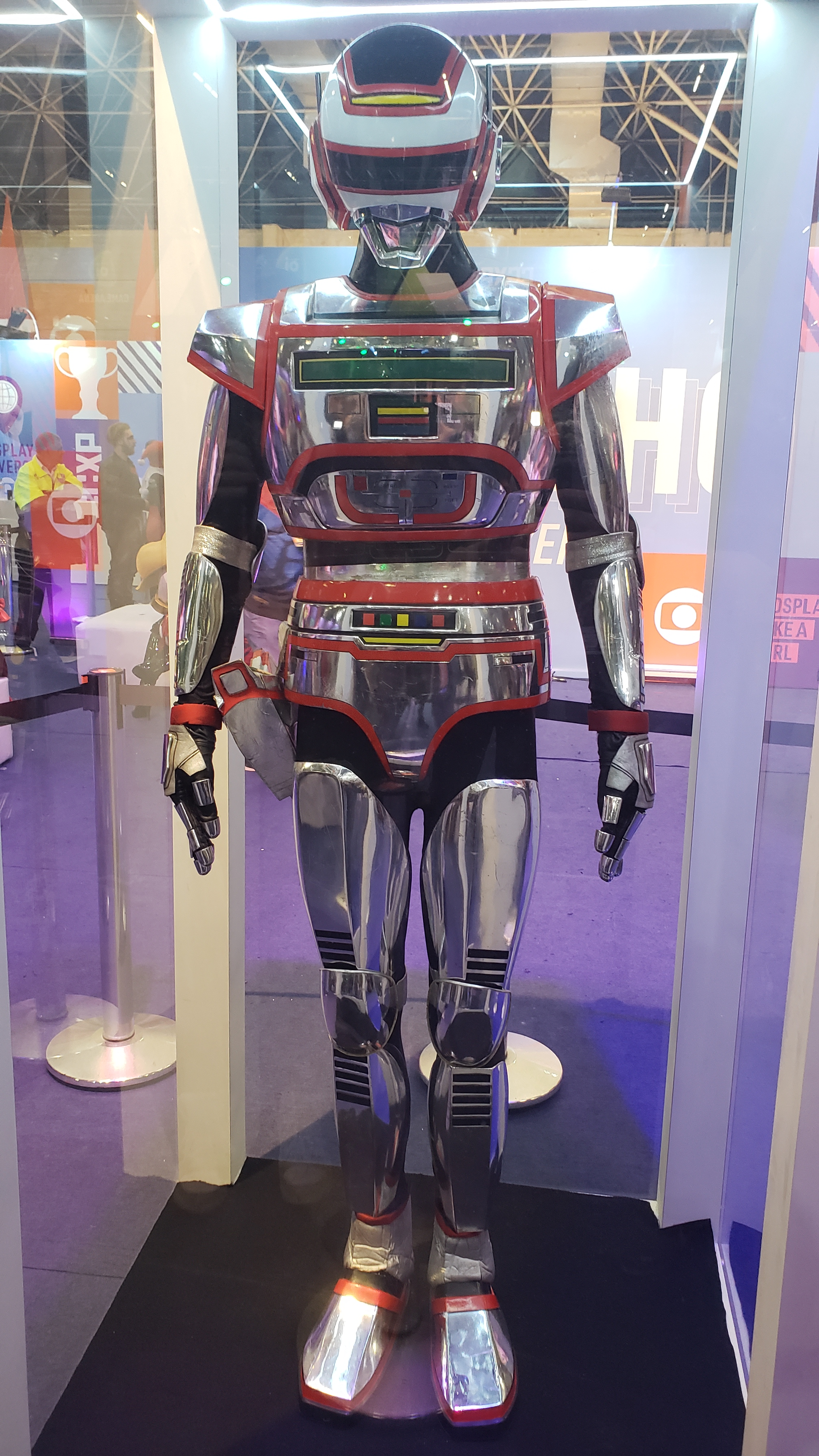
Costume chromé original de Jaspion, héros éponyme de la 4e série Metal Hero, exposé lors du CCXP 2019 à São Paulo.

Le terme de Metal Hero, littéralement « héros de métal », a d'abord été utilisé par les fans, car le personnage principal de ces séries porte une tenue métallique brillante. Il a été, plus tard, adopté par la Toei, qui a officiellement regroupé 17 œuvres dans la franchise Metal Hero Series, de X-Or (1982), jusqu'à Robotak (1998), pour un total de 824 épisodes.
Il est difficile de dater précisément le moment où ce nom a été officialisé. Dans une encyclopédie tokusatsu parue en 1990, Jaspion, Metalder et Giraya ne sont pas encore considérés comme des Metal Hero, mais sont classés dans la catégorie Robot Hero, aux côtes de Kikaider (en), Zaborger (en) ou encore Kyōdain (en). Il semblerait que le terme se soit imposé pendant ou juste après la diffusion de Jiban, soit entre 1990 et 1991. 
Avant cela, le terme de High-tech Hero (ハイテクヒーローシリーズ, Haiteku hīrō shirīzu, High-tech Hero Series, litt. « séries de héros de haute technologie ») a également été utilisé dans les ouvrages spécialisés en raison des équipements futuristes utilisées par les personnages principaux et leurs antagonistes. À l'époque de la diffusion de Spielvan, les revues jeunesse utilisaient le terme de « Space Heroes », littéralement « héros de l'espace », pour désigner le héros de la série et ses prédécesseurs. Les producteurs de la Toei s'entendaient sur le terme de Metal Combat-Suit Hero Series, littéralement « séries de héros en tenue de combat métallique ».

## Univers de fiction
Chacune des séries ayant été initialement traitée indépendamment, il y a peu d'éléments communs à travers la franchise. L'histoire se déroule généralement dans un Japon de la fin du XXe siècle, où un vilain bénéficiant d'une technologie avancée apparaît. Le héros, faisant parfois partie d'une administration publique, est le seul à pouvoir s'opposer à lui grâce à ses équipements de pointe (d'origine extra-terrestre, ou fruit de recherches secrètes gouvernementales), dont la fameuse « armure de combat » (ou « scaphandre de combat »).
Toutefois, certaines œuvres partagent des éléments communs :
- X-Or, Sharivan et Capitaine Sheider forment la trilogie des Shérifs de l'espace (Space Sheriff Series (宇宙刑事シリーズ, Uchū keiji shirīzu?)). Les personnages principaux des deux premières séries font des apparitions dans l'ensemble de la trilogie, ainsi que les personnages secondaires du Professeur Kom, Bimi, Kojiro Oyama, Tsukino Hoshino.
- Winspector, Solbrain et Exceedraft forment la trilogie des Rescue Police Series (レスキューポリスシリーズ, Resukyū porisu shirīzu?). Leurs personnages principaux font des apparitions dans les autres œuvres de la trilogie, ainsi que des personnages comme Shunsuke Masaki.
- B-Fighter et B-Fighter Kabuto ont également quelques personnages en commun.

Même quand les univers de deux séries ne sont explicitement pas les mêmes, leurs personnages peuvent parfois se croiser :
- Giraya et Jiban : Minabu Yamaji, personnage récurrent de Giraya, apparait dans l'épisode no 31 de Jiban.
- Jumperson, Blue SWAT et B-Fighter : les personnages principaux des trois œuvres s'affrontent lors des épisodes finaux no 52 et no 53 de B-Fighter.
- B-Fighter et Kabutac : le personnage principal de B-Fighter apparaît, sous la forme d'une poupée, dans l'épisode spécial Noël de Kabutac.

D'autre part, les héros de la trilogie des shérifs de l'espace font plusieurs apparitions dans les univers des Super sentai, notamment lors de crossovers pour le cinéma.

## Liste des séries
| no | Titre                                                        | Période de première diffusion     | Nombre d'épisodes |
| -- | ------------------------------------------------------------ | --------------------------------- | ----------------- |
| 1  | X-Or (宇宙刑事ギャバン, Uchū keiji Gyaban)                   | 5 mars 1982 - 25 février 1983     | 44                |
| 2  | Sharivan (宇宙刑事シャリバン, Uchū keiji Shariban)           | 4 mars 1983 - 24 février 1984     | 51                |
| 3  | Capitaine Sheider (宇宙刑事シャイダー, Uchū keiji Shaidā)    | 2 mars 1984 - 8 mars 1985         | 49                |
| 4  | Jaspion (巨獣特捜ジャスピオン, Kyojū tokusō Jasupion)        | 15 mars 1985 - 24 mars 1986       | 46                |
| 5  | Spielvan (時空戦士スピルバン, Jikū senshi Supiruban)         | 7 avril 1986 - 9 mars 1987        | 44                |
| 6  | Metalder (超人機メタルダー, Chōjinki Metarudā)               | 16 mars 1987 - 17 janvier 1988    | 39                |
| 7  | Giraya (世界忍者戦ジライヤ, Sekai ninja sen Jiraiya)         | 24 janvier 1988 - 22 janvier 1989 | 50                |
| 8  | Jiban (機動刑事ジバン, Kidō keiji Jiban)                     | 29 janvier 1989 - 28 janvier 1990 | 52                |
| 9  | Winspector (特警ウインスペクター, Tokkei Uinsupekutā)        | 4 février 1990 - 13 janvier 1991  | 49                |
| 10 | Solbrain (特救指令ソルブレイン, Tokkyū shirei Soruburein)    | 20 janvier 1991 - 26 janvier 1992 | 53                |
| 11 | Exceedraft (特捜エクシードラフト, Tokusō Ekushīdorafuto)     | 2 février 1992 - 24 janvier 1993  | 49                |
| 12 | Jumperson (特捜ロボ ジャンパーソン, Tokusō robo Janpāson)    | 31 janvier 1993 - 23 janvier 1994 | 50                |
| 13 | Blue SWAT (ブルースワット, Burū Suwatto)                     | 30 janvier 1994 - 29 janvier 1995 | 51                |
| 14 | B-Fighter (重甲ビーファイター, Jūkō bī faitā)                | 5 février 1995 - 25 février 1996  | 53                |
| 15 | B-Fighter Kabuto (ビーファイターカブト, Bī faitā Kabuto)     | 3 mars 1996 - 16 février 1997     | 50                |
| 16 | Kabutack (ビーロボカブタック, Bī robo Kabutakku)             | 23 février 1997 - 1er mars 1998   | 52                |
| 17 | Robotack (テツワン探偵ロボタック, Tetsuwan tantei Robotakku) | 8 mars 1998 - 24 janvier 1999     | 45                |

## Films et programmes spéciaux

### Sorties en salle
- 14 juillet 1984 : Uchū Keiji Shaider: The Movie
- 22 décembre 1984 : Uchū keiji Shaider: Tsuiseki! Shigi shigi yūkaidan (宇宙刑事シャイダー 追跡! しぎしぎ誘拐団, Uchū keiji shaidā tsuiseki! Shigi shigi yūkaidan?)
- 2012 : Kaizoku sentai Gōkaiger VS uchū keiji Gavan: The Movie[2]
- 2013 : Kamen Rider x Super sentai x Uchū keiji Super Hero taisen Z

## Adaptations étrangères

### États-Unis
Dans les années 1990, Saban adapte les séries de Metal Hero pour le public américain, à l'instar de ce qui a été fait avec les Super sentai pour Power Rangers. Des images de Spielvan et Metalder, puis de Capitaine Sheider dans la deuxième saison, sont utilisées dans VR Troopers. Plus tard, des images de B-Fighter et B-Fighter Kabuto sont utilisées dans Beetleborgs et Beetleborgs Metallix.
De même, les personnages principaux de Giraya et X-Or sont utilisés ponctuellement dans la franchise Power Rangers : Giraya devient le shérif Skyfire dans Power Rangers: Super Ninja Steel, et X-Or devient le capitaine Chaku dans Power Rangers: Beast Morphers.

### Philippines
Aux Philippines, où Capitaine Sheider a été la première série Metal Hero à être diffusée, GMA, envisage en 2007 un remake avec la Toei. Mais lorsque la Toei révoque les droits d'adaptation devant les réactions négatives des fans philippins, GMA produit finalement un spin-off, Zaido: The Space Sheriff (en) (Zaido: Pulis Pangkalawakan), se déroulant 20 ans plus tard, avec des personnages descendants de ceux de la série originale.

### Brésil
Afin de surfer sur le succès rencontré par Jaspion au Brésil, la version brésilienne de Spielvan fut intitulée Jaspion 2, et présentée comme une suite directe.
Sato Company, à l'origine dans les années 1990 de cette importation de plusieurs programmes tokusatsu et de leur diffusion sur la chaîne TV Manchete, annonce en 2018 la production d'un remake sur grand écran, basé sur l'univers de Jaspion, approuvé par la Toei Company. Mais, bien que sa sortie ait initialement été annoncée pour la mi-2019, célébrant à la fois les 110 ans d'immigration japonaise au Brésil et les 30 ans de la série, le scénario était toujours en cours d'écriture à la fin 2019. Retardé pour cause de pandémie de Covid-19, le projet est, en juin 2022, toujours d'actualité selon son réalisateur, Rodrigo Bernardo.